# Tiago Santos
Tiago Carvalho Santos (Lisbona, 23 luglio 2002) è un calciatore portoghese, difensore del Lilla.

## Carriera

### Club
Cresce in vari settori giovanili, tra i quali quello dello Sporting Lisbona, prima di accasarsi all'Estoril Praia, esordendo in prima squadra il 19 agosto 2022, disputando l'incontro di Primeira Liga pareggiato per 2-2 contro il Rio Ave. Viene premiato nel mese di Aprile come miglior giovane del mese del Campionato. Termina la stagione e la sua esperienza con i portoghesi con 34 presenze totali e fornendo 7 assist.
Il 5 luglio 2023 viene acquistato dal Lilla. Debutta con i francesi, l'11 agosto successivo nella prima giornata di Ligue 1 pareggiata in trasferta contro il Nizza (1-1). Il 24 agosto fa il suo esordio nelle competizioni europee, disputando da titolare il Preliminare d'andata di Conference League contro il Rijeka (2-1). Mette a segno la sua prima marcatura in carriera il 26 novembre dello stesso anno, nella vittoria esterna contro il Lione (0-2).

### Nazionale
Viene convocato per la prima volta con la Nazionale Under-21 nel settembre 2023, debuttando, da titolare, il giorno otto nella sfida di qualificazione agli Europei contro l'Andorra (3-0).

## Statistiche

### Presenze e reti nei club
Statistiche aggiornate al 5 ottobre 2024.
| Stagione        | Squadra         | Campionato      | Campionato | Campionato | Coppe nazionali | Coppe nazionali | Coppe nazionali | Coppe continentali | Coppe continentali | Coppe continentali | Altre coppe | Altre coppe | Altre coppe | Totale | Totale |
| Stagione        | Squadra         | Comp            | Pres       | Reti       | Comp            | Pres            | Reti            | Comp               | Pres               | Reti               | Comp        | Pres        | Reti        | Pres   | Reti   |
| --------------- | --------------- | --------------- | ---------- | ---------- | --------------- | --------------- | --------------- | ------------------ | ------------------ | ------------------ | ----------- | ----------- | ----------- | ------ | ------ |
| 2022-2023       | Estoril Praia   | PL              | 30         | 0          | CP+CdL          | 2+2             | 0               | -                  | -                  | -                  | -           | -           | -           | 34     | 0      |
| 2023-2024       | Lilla           | L1              | 29         | 1          | CF              | 3               | 1               | UECL               | 11                 | 1                  | -           | -           | -           | 43     | 3      |
| 2024-2025       | Lilla           | L1              | 7          | 0          | CF              | -               | -               | UCL                | 6                  | 0                  | -           | -           | -           | 13     | 0      |
| Totale Lille    | Totale Lille    | Totale Lille    | 36         | 1          |                 | 3               | 1               |                    | 17                 | 1                  |             | -           | -           | 56     | 3      |
| Totale carriera | Totale carriera | Totale carriera | 66         | 1          |                 | 7               | 1               |                    | 17                 | 1                  |             | -           | -           | 90     | 3      |

| Cronologia completa delle presenze e delle reti in nazionale ― Portogallo under 21 | Cronologia completa delle presenze e delle reti in nazionale ― Portogallo under 21 | Cronologia completa delle presenze e delle reti in nazionale ― Portogallo under 21 | Cronologia completa delle presenze e delle reti in nazionale ― Portogallo under 21 | Cronologia completa delle presenze e delle reti in nazionale ― Portogallo under 21 | Cronologia completa delle presenze e delle reti in nazionale ― Portogallo under 21 | Cronologia completa delle presenze e delle reti in nazionale ― Portogallo under 21 | Cronologia completa delle presenze e delle reti in nazionale ― Portogallo under 21 |
| Data                                                                               | Città                                                                              | In casa                                                                            | Risultato                                                                          | Ospiti                                                                             | Competizione                                                                       | Reti                                                                               | Note                                                                               |
| ---------------------------------------------------------------------------------- | ---------------------------------------------------------------------------------- | ---------------------------------------------------------------------------------- | ---------------------------------------------------------------------------------- | ---------------------------------------------------------------------------------- | ---------------------------------------------------------------------------------- | ---------------------------------------------------------------------------------- | ---------------------------------------------------------------------------------- |
| 8-9-2023                                                                           | Paços de Ferreira                                                                  | Portogallo under 21                                                                | 3 – 0                                                                              | Andorra under 21                                                                   | Qual. Europeo Under-21 2025                                                        | -                                                                                  | 46’                                                                                |
| 12-9-2023                                                                          | Armavir                                                                            | Bielorussia under 21                                                               | 0 – 5                                                                              | Portogallo under 21                                                                | Qual. Europeo Under-21 2025                                                        | -                                                                                  | 36’                                                                                |
| Totale                                                                             |                                                                                    | Presenze                                                                           | 2                                                                                  |                                                                                    | Reti                                                                               | 0                                                                                  |                                                                                    |